# Puya membranacea
Puya membranacea är en gräsväxtart som beskrevs av Lyman Bradford Smith. Puya membranacea ingår i släktet Puya och familjen Bromeliaceae. Inga underarter finns listade i Catalogue of Life.